# Bear Creek (affluent de la North Fork Salt River)
Pour les articles homonymes, voir Bear Creek.
Bear Creek est un ruisseau situé dans l'État du Missouri, aux États-Unis. C'est un affluent de la rivière North Fork Salt River.
Le ruisseau Bear Creek tire son nom d'un incident survenu à l'époque des pionniers, lorsqu'un ours fut tué à proximité de son cours.